# Abrothrix hershkovitzi
Abrothrix hershkovitzi is een zoogdier uit de familie van de Cricetidae. De wetenschappelijke naam van de soort werd voor het eerst geldig gepubliceerd door Patterson, Gallardo & Freas in 1984.

## Verspreidingsgebied
De soort wordt aangetroffen in Chili.